# Kulturkvadranten

De gator som räknas till Kulturkvadranten har här markerats med rosa.

Kulturkvadranten är ett område norr och nordost om Lunds domkyrka. Området och gatunätet härstammar från 900-talets slut och är ett av Lunds bäst bevarade medeltida kvartersområden. Kulturkvadranten ingår i Krafts rote.
Benämningen kommer av efterkrigstidens stadsplanering i Lund från 1950-talet och framåt. I en tid av stora förändringar och med planer på radikala omgestaltningar av stadskärnans kvarter var stadsplanerarnas inriktning att bevara området från storskaliga förändringar i byggnadsmiljön. Friluftsmuseet Kulturens placering mitt i området liksom ett flertal universitetsinstitutioner motiverade att inga storskaliga ingrepp skulle göras i byggnadsmiljön, varken som påverkade gatusträckningar eller enstaka hus eller husgrupper. Området kan diffust sägas avgränsas åt öster av Östra Vallgatan, åt norr Biskopsgatan, åt väster Sandgatan och Lundagård, åt söder av Kiliansgatan och Magle lilla Kyrkogata. Med undantag av de stora nationshusen vid Stora Tomegatan liksom Östgöta nations hus vid Kulturen, S:t Tomas katolska kyrka och ett par LKF-ägda hus vid Själbodgatan har området inte genomgått några större förändringar under efterkrigstiden.

## Gatunätet
- Adelgatan börjar vid Sankt Annegatan och AF-borgen, löper en bit, svänger upp vid Östgöta nation och passerar sedan Lilla Tomegatan till höger för att sluta vid Stora Tomegatan. Bebyggelsen på Adelgatan är främst äldre låga hus som är tätt byggda. Gatan är smal, enkelriktad och har mycket smala trottoarer. Vid gatans rakare delar ligger hus som härstammar från tiden före år 1500. Adelgatan och de närliggande kvarteren nära kvarteret Kulturen tillhör Lunds äldsta gatunät och härstammar från när staden byggdes omkring 990. Där Adelgatan svänger, vid dess sydostligaste del, finns en magasinbyggnad från 1850-talet som vetter ut mot Stora Algatan. Denna ingår i Kulturens museum. Tidigare har gatan kallats Adelsgatan.

- Hjortgatan sträcker sig från Lilla Tomegatan till Stora Algatan/Lilla Algatan. Gatan kallades "Kosträtet" ända fram till 1870-talet. Den rakare, sydvästligaste delen av gatan kallades förr för Lilla Tomegatan.

- Lilla Algatan sträcker sig från Stora Tomegatan mot Hjortgatan-Själbodgatan.

- Lilla Tomegatan sträcker sig från Hjortgatan till Adelgatan. Gatan är mycket gammal och härstammar från medeltiden.

- Magle stora kyrkogata sträcker sig från Kungsgatan till Stora Tomegatan.

- Paradisgatan härstammar från 900-talet och vid gatan finns hus som Wickmanska gården och universitetet.

- Sandgatan härstammar från 900-talet. Gatan börjar vid AF-borgen och slutar vid Biskopsgatan. Tidigare har gatans nordligaste del kallats Helenesträtet.

- Sankt Annegatan ligger nära Lunds domkyrka och är troligtvis ungefär lika gammal som Lund som stad (d.v.s. slutet på 900-talet).

- Stora Algatan sträcker sig från Sankt Annegatans förlängning söderut (tidigare kallad Biskopsgatan) mot Hjortgatan-Själbodgatan där den möter Lilla Algatan.

- Själbodgatan utgör fortsättningen på Hjortgatan.

- Stora Tomegatan är en gata i Lund. Gatan är en av Lunds äldsta. Tomegatorna har fått sina namn efter närbelägna S:t Tomas kyrka (riven i samband med danska reformationen 1536).

- Tomegapsgatan härstammar från när staden byggdes omkring 990 och utgjorde i forna dagar ett stort gap i Lunds norra stadsvall. Gatan sträcker sig från Sandgatan till Stora Tomegatan. Den fick sitt namn efter Sanct Tomæ Gap; S:t Tomas öppning i stadsvallen (belägen där Stora Tomegatan och Tomegapsgatan mynnar ut i nuvarande Östra Vallgatan-Biskopsgatan). På en karta från 1669 kallas denna öppning Tiuffva Gapit.

- Stora Sigridsgatan och Lilla Sigridsgatan, två kullerstensbelagda smågator som går mellan Stora Algatan och Själbodgatan. Gatorna lades ut 1875.

## Galleri

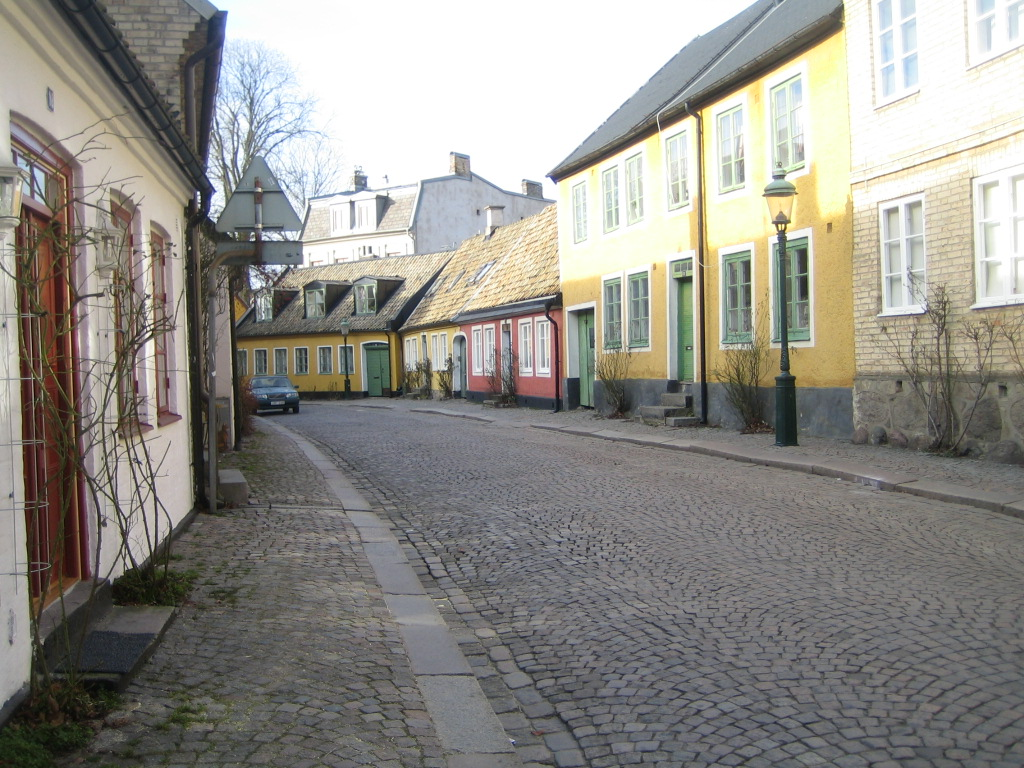
Adelgatan sedd från Stora Tomegatan i februari 2008.
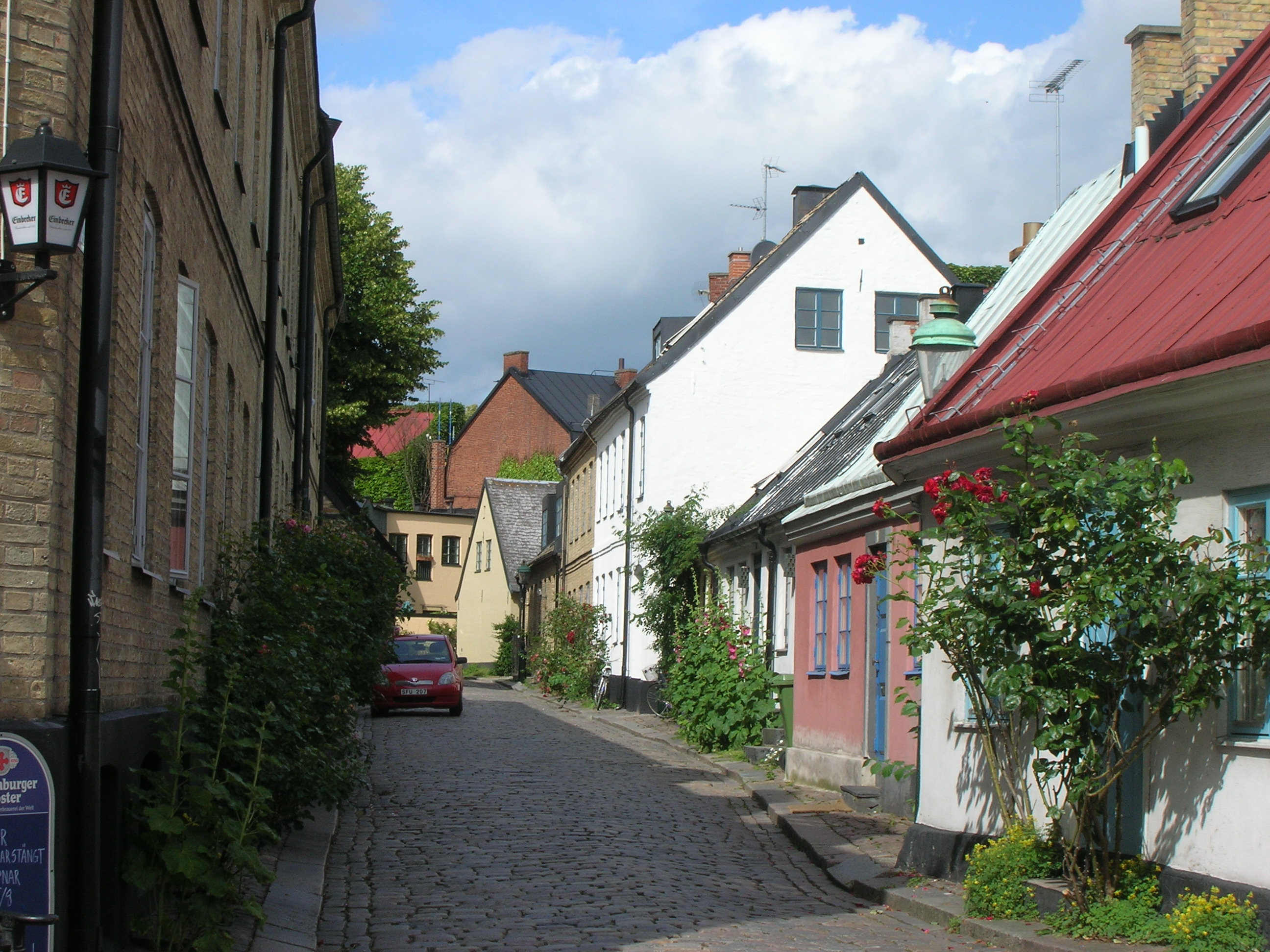
Hjortgatan mot Lilla Tomegatan i juli 2008.
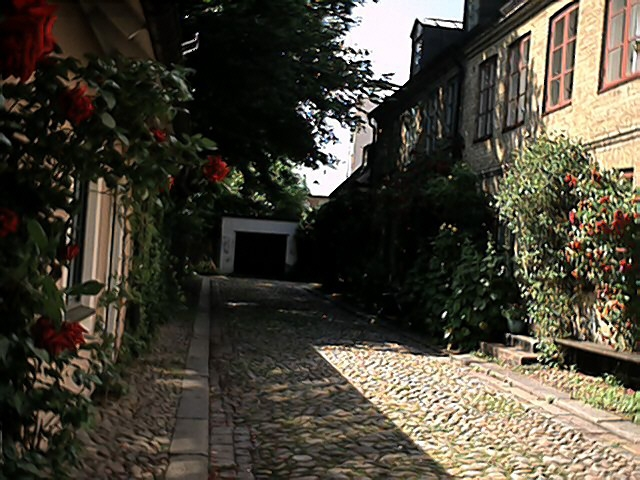
Stora Sigridsgatan 2004.
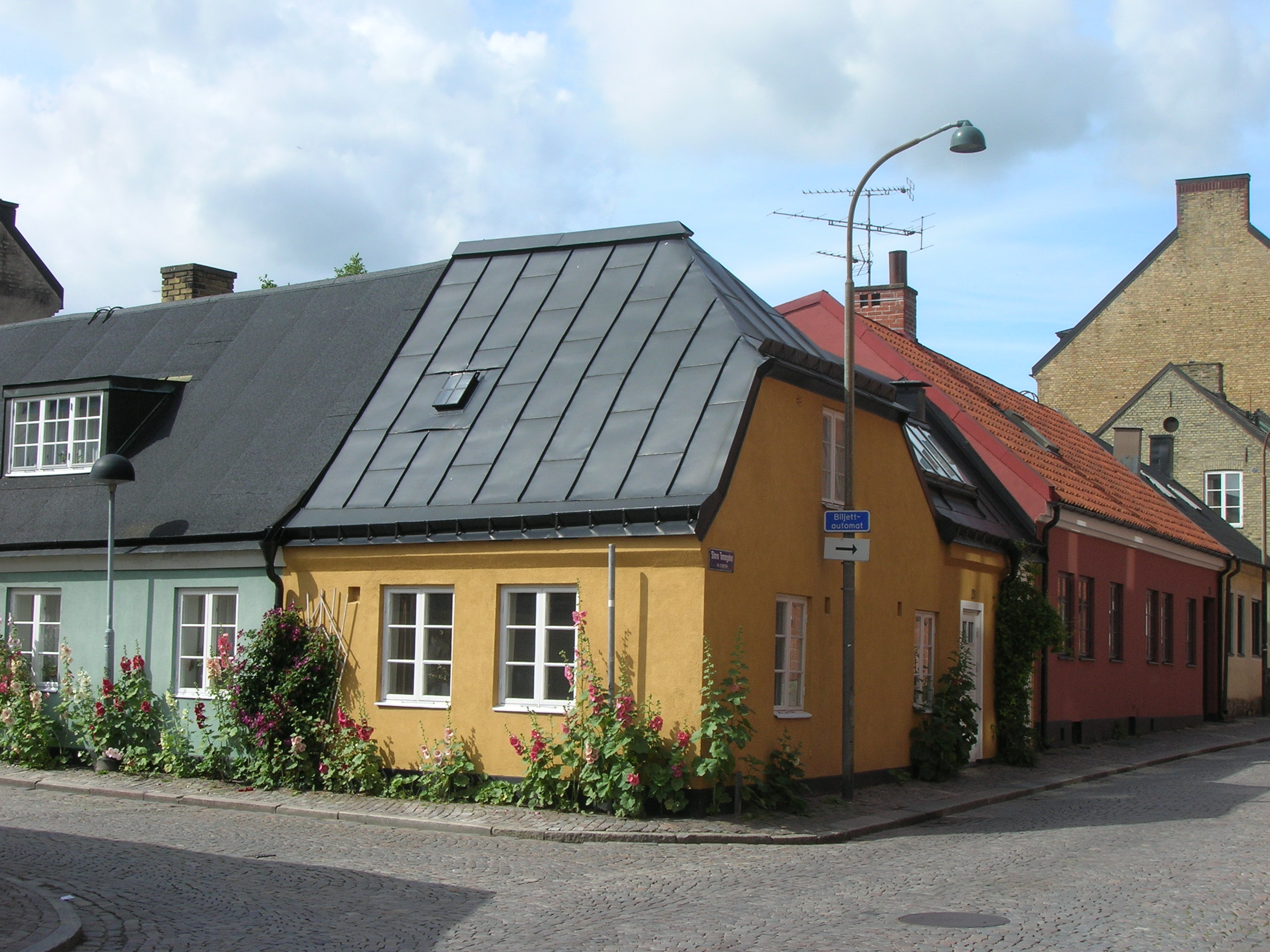
Lilla Algatan 2007.
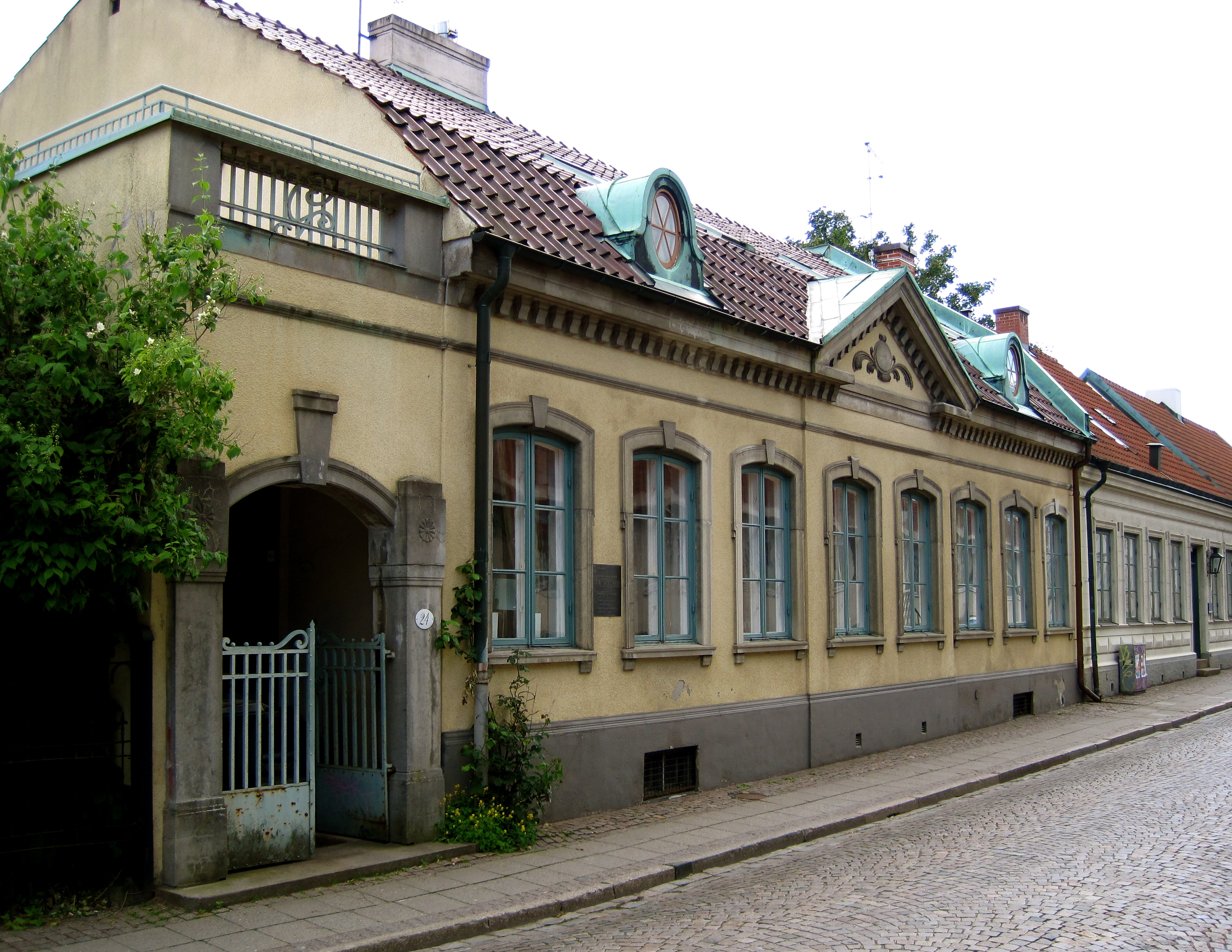
Tomegapsgatan 24, ett hus där bland annat Axel Wallengren, August Strindberg och Ragnar Josephson bott.
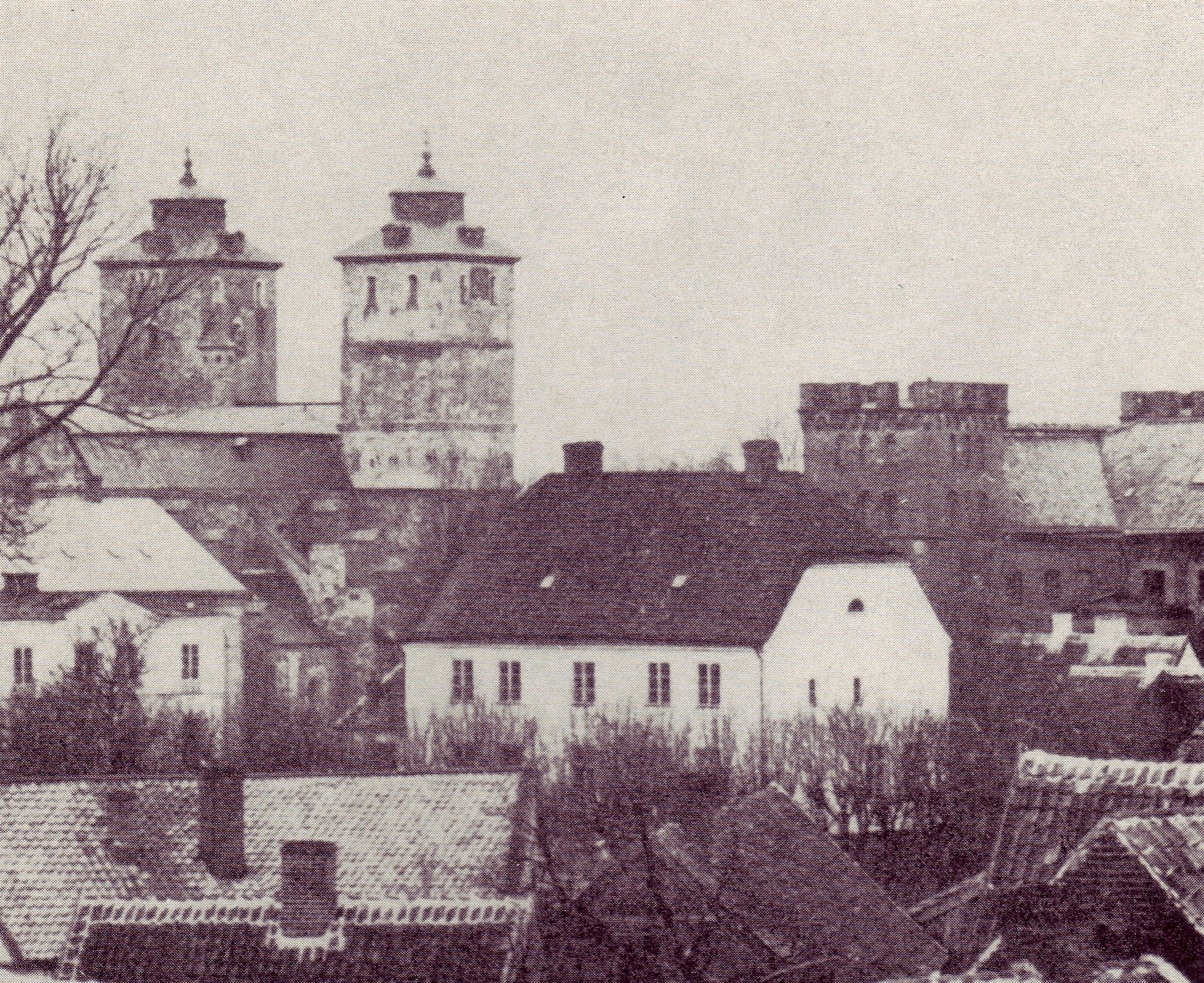
Bild visande en del av Kulturkvadranten på 1860-talet. Foto: B.A. Lindgren.
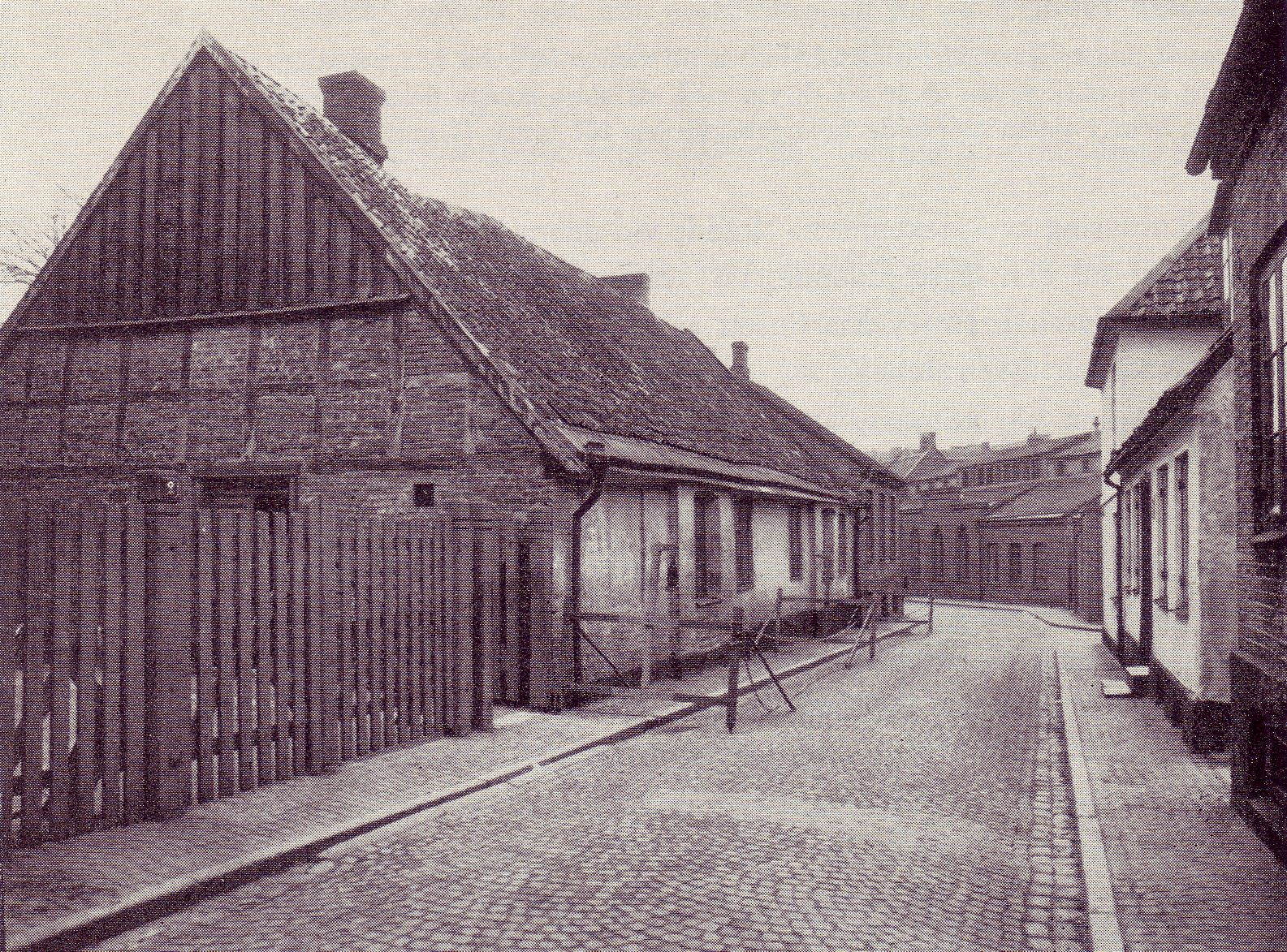
Södra Kosträtet i Lund, numera Själbodgatan, år 1861.